# Orthoporus texicolens
Orthoporus texicolens är en mångfotingart som beskrevs av Chamberlin 1938. Orthoporus texicolens ingår i släktet Orthoporus och familjen Spirostreptidae. Inga underarter finns listade i Catalogue of Life.